# Gassengericht
Mit der Bezeichnung Gassengericht sind verschiedene Bedeutungen verbunden. Allgemein wird darauf abgestellt, dass ein Gassengericht ein öffentliches Gericht sei, „das auf der Gasse abgehalten wird oder mit Leuten von der Gasse besetzt wird.“
In spezifischerer Bedeutung wird in der Schweiz der Begriff des Gassengerichtes (hier auch Ort-, Weibel-, Bussen- oder Gastgericht genannt) als Instanz der niederen Gerichtsbarkeit bei Strafsachen und Zivilstreitigkeiten zwischen Einheimischen und Fremden verwendet. Diese Gerichte wurden unter dem Vorsitz eines Landweibel, eines Landammanns, eines Talammanns oder eines Statthalters abgehalten. Das Verfahren war öffentlich und mündlich und das Urteil unwiderruflich. Je nach Kanton hatten diese Gassengerichte bis in das 19. Jahrhundert Bestand.
In Österreich und auch in Deutschland wurden im ausgehenden Mittelalter und der frühen Neuzeit Gassengerichte an den Orten eingeführt, in denen verschiedene Herrschaften Besitzrechte besaßen; dies hat historisch damit zu tun, dass die Herrschaften aus Streubesitz bestanden und nicht (immer) über geschlossene Territorien verfügten. Ein Gassengericht sollte dabei die Streitigkeiten, Rumorhändel und auch weitere Entscheide über Zaun- und Weiderechte zwischen den Untertanen unterschiedlicher Herrschaftszugehörigkeit, die auf der Gasse stattfanden, regeln. Dabei konnte es auch vorkommen, dass dieses Recht abwechselnd der einen und im nächsten Jahr der anderen Herrschaft zustand, so etwa im Bereich von Urfahr, wo die Herrschaften Wildberg und Steyreck Besitzungen hatten, ähnlich auch im unteren Mühlviertel, wo die Zelkinger seit 1483 in St. Thomas am Blasenstein das Gassengericht ausübten. Im bayerischen Kötz wurde das Gassengericht bis 1806 zwischen der Patrizierfamilie der Holzapfel von Herxheim mit dem Reichsstift Wettenhausen geteilt. Ein Gassengericht konnte auch als freies Eigen vom Landesherrn vergeben werden.